# Sinh vật vô cơ dưỡng
Sinh vật vô cơ dưỡng là một nhóm sinh vật đa dạng sử dụng chất nền vô cơ (thường có nguồn gốc khoáng chất) để làm chất khử để sử dụng trong sinh tổng hợp (ví dụ, cố định cacbon dioxide) hoặc bảo tồn năng lượng (tức là sản xuất ATP) thông qua hô hấp hiếu khí hoặc kỵ khí. Được biết đến là vi sinh vật là loại duy nhất có kiểu hóa dưỡng này; không có hệ động vật nào có khả năng sử dụng các hợp chất vô cơ làm nguồn năng lượng. Động vật và sinh vật vô cơ dưỡng có thể hình thành các mối quan hệ cộng sinh, trong trường hợp này, các sinh vật vô cơ dưỡng được gọi là "các sinh vật cộng sinh nhân sơ". Một ví dụ về điều này là vi khuẩn hóa dưỡng trong giun ống khổng lồ hoặc lạp thể, là các bào quan trong các tế bào thực vật có thể đã tiến hóa từ các vi sinh vật giống như vi khuẩn quang hợp. Sinh vật vô cơ dưỡng thuộc về một trong hai nhóm vi khuẩn hoặc vi khuẩn cổ. Thuật ngữ "lithotroph" được tạo ra từ chữ Hy Lạp 'lithos' (đá) và 'troph' (sinh vật tiêu thụ), có nghĩa là "sinh vật ăn đá". Nhiều sinh vật vô cơ dưỡng là sinh vật ái cực, nhưng điều này không phổ quát như vậy.
Khác với sinh vật vô cơ dưỡng là sinh vật hữu cơ dưỡng, một sinh vật có được chất khử của nó từ sự dị hóa của các hợp chất hữu cơ.

## Lịch sử
Thuật ngữ được đề xuất vào năm 1946 bởi André Michel Lwoff và các cộng tác viên.

## Hóa sinh
Sinh vật vô cơ dưỡng tiêu thụ các hợp chất vô cơ bị oxy hóa (giàu electron).

### Sinh vật hóa vô cơ dưỡng
Một sinh vật hóa vô cơ dưỡng (chemolithotroph) (được đặt tên sau khi quá trình hóa vô cơ dưỡng (chemolithotropy)) có thể sử dụng các hợp chất vô cơ bị oxy hóa như là một nguồn năng lượng. Quá trình này được thực hiện thông qua quá trình oxy hóa và tổng hợp ATP. Phần lớn các sinh vật hóa vô cơ dưỡng có thể cố định cacbon dioxide (CO2) thông qua chu trình Calvin,  một con đường trao đổi chất trong đó cacbon đi vào dưới dạng CO2 và trở thành glucose.  Đối với một số chất nền, các tế bào phải thải qua một lượng lớn chất nền vô cơ để bảo đảm chỉ một lượng nhỏ năng lượng. Điều này làm cho quá trình trao đổi chất của chúng không hiệu quả ở nhiều nơi và cản trở chúng phát triển mạnh. Nhóm sinh vật này bao gồm các vi khuẩn oxy hóa lưu huỳnh, vi khuẩn nitrat hóa, vi khuẩn oxy hóa sắt và các vi khuẩn oxy hóa hydro.
Thuật ngữ "chemolithotrophy" đề cập đến việc thu năng lượng của tế bào từ quá trình oxy hóa các hợp chất vô cơ, còn được gọi là các chất khử. Hình thức trao đổi chất này được cho là chỉ xảy ra ở sinh vật nhân sơ và lần đầu tiên được đặc trưng bởi nhà vi sinh học Sergei Winogradsky.

#### Nơi sống của sinh vật hóa vô cơ dưỡng
Sự tồn tại của các vi khuẩn này phụ thuộc vào các điều kiện lý hóa môi trường của chúng. Mặc dù chúng nhạy cảm với các yếu tố nhất định như gia trị của chất nền vô cơ, chúng có thể phát triển mạnh dưới một số điều kiện khắc nghiệt nhất trên thế giới, chẳng hạn như nhiệt độ trên 110 độ C và dưới 2 độ pH. Yêu cầu quan trọng nhất đối với cuộc sống sinh vật hóa vô cơ dưỡng là một nguồn dồi dào các hợp chất vô cơ phong phú. Những hợp chất này rất quan trọng đối với sinh vật hóa dưỡng vì chúng cung cấp nguồn năng lượng thích hợp / chất khử mà từ đó các vi sinh vật có thể cố định CO2 và tạo ra năng lượng cần thiết để tồn tại. Vì quá trình hóa tổng hợp có thể xảy ra trong trường hợp không có ánh sáng mặt trời, các sinh vật này được tìm thấy chủ yếu xung quanh các miệng phun thủy nhiệt và các vị trí khác giàu chất nền vô cơ.
Năng lượng thu được từ quá trình oxy hóa vô cơ thay đổi tùy thuộc vào chất nền và phản ứng. Ví dụ, quá trình oxy hóa hydro sulfide thành lưu huỳnh đơn chất tạo ra ít năng lượng hơn (50,1 kcal / mol hoặc 210,4 kJ / mol) so với quá trình oxy hóa lưu huỳnh đơn chất thành sunfat (149,8 kcal / mol hoặc 629,2 kJ / mol). Phần lớn các sinh vật vô cơ dưỡng cố định cacbon dioxide thông qua chu trình Calvin, một quá trình tiêu tốn nhiều năng lượng. Đối với một số chất nền, chẳng hạn như hợp chất Fe (II), các tế bào phải thải qua một lượng lớn chất nền vô cơ để đảm bảo chỉ một lượng nhỏ năng lượng. Điều này làm cho quá trình trao đổi chất của chúng không hiệu quả ở nhiều nơi và cản trở chúng phát triển mạnh.

#### Tổng quan về quá trình trao đổi chất
Có một sự thay đổi khá lớn trong các loại chất nền vô cơ mà các vi sinh vật này có thể sử dụng để sản xuất năng lượng. Lưu huỳnh là một trong nhiều chất nền vô cơ có thể được sử dụng trong các hình thức khử khác nhau tùy thuộc vào quá trình sinh hóa cụ thể mà một chất xúc tác sử dụng. Các sinh vật hóa vô cơ dưỡng có được sản phẩm tốt nhất khi hô hấp hiếu khí, có nghĩa là chúng sử dụng oxy trong quá trình trao đổi chất của chúng. Độ âm điện cao của oxy và dẫn đến tăng năng lượng lớn làm cho nó trở nên lý tưởng để sử dụng như một chất nhận điện tử đầu cuối (TEA). Danh sách các vi sinh vật sử dụng hô hấp kỵ khí mặc dù đang tăng lên. Tại trung tâm của quá trình trao đổi chất này là một hệ thống vận chuyển điện tử tương tự như của sinh vật hóa hữu cơ dưỡng. Sự khác biệt chính giữa hai vi sinh vật này là các sinh vật hóa vô cơ dưỡng trực tiếp cung cấp các electron cho chuỗi truyền điện tử, trong khi sinh vật hóa hữu cơ dưỡng phải tạo ra năng lượng riêng của tế bào bằng cách oxy hóa các hợp chất hữu cơ. Sinh vật hóa vô cơ dưỡng bỏ qua điều này bằng cách lấy lực khử của chúng trực tiếp từ chất nền vô cơ hoặc bằng phản ứng truyền điện tử ngược. Một số vi khuẩn hóa vô dưỡng chuyên dụng sử dụng các dẫn xuất khác nhau của hệ thống Sox; một con đường trung tâm cụ thể cho quá trình oxy hóa lưu huỳnh. Con đường cổ và độc đáo này minh họa năng lượng mà các sinh vật hóa vô cơ dưỡng đã tiến hóa để sử dụng từ các chất vô cơ, chẳng hạn như lưu huỳnh.
Trong sinh vật vô cơ dưỡng, các hợp chất - các chất cho điện tử - bị oxy hóa trong tế bào, và các electron được chuyển thành chuỗi hô hấp, cuối cùng là tạo ra ATP. Chất nhận electron có thể là oxy (trong vi khuẩn hiếu khí), nhưng một loạt những chất nhận electron khác, hữu cơ và vô cơ, cũng được sử dụng bởi nhiều loài khác nhau. Vi khuẩn hiếu khí như vi khuẩn nitrat hóa, Nitrobacter, sử dụng oxy để oxy hóa nitrit thành nitrat. Một số chất xúc tác tạo ra các hợp chất hữu cơ từ cacbon dioxide trong một quá trình gọi là quá trình hóa tổng hợp, giống như thực vật làm trong quá trình quang hợp. Thực vật sử dụng năng lượng từ ánh sáng mặt trời để cố định cacbon dioxide, vì cả nước và cacbon dioxide đều có năng lượng thấp. Ngược lại, các hợp chất hydro được sử dụng trong quá trình tổng hợp hóa học có nhiều năng lượng, vì vậy quá trình tổng hợp hóa học có thể diễn ra trong trường hợp không có ánh sáng mặt trời (ví dụ, xung quanh miệng phun thủy nhiệt). Các hệ sinh thái hình thành trong và xung quanh miệng phun thủy nhiệt vì sự phong phú của các chất vô cơ, cụ thể là hydro, liên tục được cung cấp thông qua mắc ma trong các túi dưới đáy biển. Các chất xúc tác khác có thể trực tiếp sử dụng các chất vô cơ, ví dụ, sắt, hydro sunfit, lưu huỳnh đơn chất, hoặc thiosulfat, cho một số hoặc tất cả nhu cầu năng lượng của chúng.
Dưới đây là một vài ví dụ về các lộ trình hóa vô cơ dưỡng, bất kỳ cách nào trong số đó có thể sử dụng oxy, lưu huỳnh hoặc các phân tử khác như là những chất nhận điện tử:
| Tên                                    | Ví dụ                                           | Nguồn năng lượng và electron                    | Chất nhận điện tử hô hấp |
| -------------------------------------- | ----------------------------------------------- | ----------------------------------------------- | ------------------------ |
| Vi khuẩn oxy hóa sắt                   | Acidithiobacillus ferrooxidans                  | Fe2+ (sắt II) → Fe3+ (sắt III) + e−             | O2 (oxy) → H2O (nước)    |
| Nitrosifying bacteria                  | Nitrosomonas                                    | NH3 (amonia) → NO− 2 (nitrit) + e−              | O2 (oxy) → H2O (nước)    |
| Nitrifying bacteria                    | Nitrobacter                                     | NO− 2 (nitrit) → NO− 3 (nitrat) + e−            | O2 (oxy) → H2O (nước)    |
| Vi khuẩn lưu huỳnh tía                 | Halothiobacillaceae                             | S− 2 (sulfide) → S (sulfur) + e−                | O2 (oxy) → H2O (nước)    |
| Vi khuẩn oxy hóa lưu huỳnh             | Chemotrophic Rhodobacteraceae và Thiotrichaceae | S (lưu huỳnh) → SO2− 4 (sunfat) + e−            | O2 (oxy) → H2O (nước)    |
| Vi khuẩn oxy hóa hydro hiếu khí        | Cupriavidus metallidurans                       | H2 (hydro) → H2O (nước) + e−                    | O2 (oxy) → H2O (nước)    |
| Vi khuẩn anammox                       | Planctomycetes                                  | NH3 (amonia) → N2 (nitrogen) + e−               | NO− 2 (nitrit)           |
| Thiobacillus denitrificans             | Thiobacillus denitrificans                      | S (Lưu huỳnh) → SO2− 4 (sunfat) + e−            | NO− 3 (nitrat)           |
| Vi khuẩn khử sunfat: Vi khuẩn hydro    | Desulfovibrio paquesii                          | H2 (hydro) → H2O (nước) + e−                    | Sunfat (SO2− 4)          |
| Vi khuẩn khử sulfat: Vi khuẩn Phosphit | Desulfotignum phosphitoxidans                   | PO3− 3 (phosphite) → PO3− 4 (Phosphat) + e−     | Sunfat (SO2− 4)          |
| Methanogens                            | Vi khuẩn cổ                                     | H2 (hydro) → H2O (nước) + e−                    | CO2 (cacbon dioxide)     |
| Vi khuẩn carboxydotrophic              | Carboxydothermus hydrogenoformans               | carbon monoxit (CO) → carbon dioxide (CO2) + e− | H2O (nước) → H2 (hydro)  |

### Sinh vật quang vô cơ dưỡng
Sinh vật quang vô cơ dưỡng lấy năng lượng từ ánh sáng và do đó sử dụng các chất cho điện tử vô cơ chỉ để phản ứng sinh tổng hợp (Ví dụ: cố định cacbon dioxide trong lithoautotrophs).

## Ý nghĩa địa chất
Sinh vật vô cơ dưỡng  tham gia vào nhiều quá trình địa chất, chẳng hạn như sự hình thành đất và chu trình sinh địa hóa cacbon, nitơ, và các yếu tố khác. Sinh vật vô cơ dưỡng cũng kết hợp với vấn đề hiện tại về thoát dòng thải axit mỏ. Loại sinh vật này có thể có mặt trong một loạt các môi trường, bao gồm các mặt đất, dưới mặt đất sâu, các loại đất, các mỏ, và trong các cộng đồng endolith.

### Hình thành đất
Một ví dụ chủ yếu của sinh vật vô cơ dưỡng đóng góp vào sự hình thành đất là vi khuẩn lam. Nhóm vi khuẩn này là sinh vật quang vô cơ dưỡng cố định đạm có khả năng sử dụng năng lượng từ ánh sáng mặt trời và các chất dinh dưỡng vô cơ từ đá làm chất khử. Khả năng này cho phép sự tăng trưởng và phát triển của chúng trong tự nhiên, các loại đá oligotrophic và trong quá trình lắng đọng tiếp theo của chất hữu cơ (chất dinh dưỡng) của chúng để các sinh vật khác xâm chiếm. Qua trình xâm chiếm có thể bắt đầu quá trình phân hủy hợp chất hữu cơ: một yếu tố chính cho nguồn gốc đất. Cơ chế như vậy đã được quy cho là một phần của quá trình tiến hóa ban đầu đã giúp định hình sinh học Trái đất.

### Chu trình sinh địa hóa
Chu trình sinh địa hóa của các yếu tố là một thành phần thiết yếu của sinh vật vô cơ dưỡng trong môi trường vi sinh vật. Ví dụ, trong chu trình cacbon, có một số vi khuẩn được phân loại là sinh vật quang vô cơ dưỡng tạo ra cacbon hữu cơ từ khí cacbon dioxide trong khí quyển. Một số vi khuẩn hóa vô cơ dưỡng nhất định cũng có thể tạo ra cacbon hữu cơ, một số thậm chí trong trường hợp không có ánh sáng. Tương tự như thực vật, các vi khuẩn này cung cấp một dạng năng lượng có thể sử dụng cho sinh vật để tiêu thụ. Ngược lại, có những chất xúc tác có khả năng lên men, ngụ ý khả năng chuyển đổi cacbon hữu cơ thành dạng hữu dụng khác. Một ví dụ khác là chu trình nitơ. Nhiều vi khuẩn vô cơ dưỡng đóng một vai trò trong việc giảm nitơ vô cơ (khí nitơ) thành nitơ hữu cơ (amoni) trong một quá trình gọi là cố định đạm. Tương tự như vậy, có rất nhiều vi khuẩn vô cơ dưỡng cũng chuyển đổi amoni thành khí nitơ trong một quá trình gọi là khử nitơ. Cacbon và nitơ là các chất dinh dưỡng quan trọng, cần thiết cho quá trình trao đổi chất, và đôi khi có thể là yếu tố hạn chế ảnh hưởng đến sự tăng trưởng và phát triển của sinh vật. Do đó, chất xúc tác là những thứ quan trọng trong việc cung cấp và loại bỏ các nguồn tài nguyên quan trọng này.

## Sinh học vũ trụ
Việc này đã được gợi ý rằng sinh khối có thể là chỉ số quan trọng của sự sống ngoài trái đất và do đó có thể đóng một vai trò quan trọng trong việc tìm kiếm sự sống trong quá khứ hoặc hiện tại trên hành tinh sao Hỏa. Hơn nữa, các thành phần hữu cơ (chữ ký sinh học) thường gắn liền với sinh khối được cho là đóng vai trò quan trọng trong cả pre-biotic và biotic.
Vào ngày 24 tháng 1 năm 2014, NASA báo cáo rằng các nghiên cứu hiện tại của Curiosity và Opportunity rovers trên sao Hỏa hiện đang tìm kiếm bằng chứng về sự sống cổ đại, bao gồm sinh quyển dựa trên các vi sinh vật tự dưỡng, hóa dưỡng và/hoặc hóa vô cơ dưỡng, cũng như nước cổ, bao gồm môi trường fluvio-lacustrine (đồng bằng liên quan đến các con sông hoặc hồ cổ) có thể có thể sinh sống. Việc tìm kiếm bằng chứng về sinh cảnh, mồ học (liên quan đến hóa thạch), và cacbon hữu cơ trên hành tinh sao Hỏa hiện là mục tiêu chính của NASA.